# Johannes Georgii Tillæus
Johannes Georgii Tillæus, född 21 mars 1658, död 9 juli 1707, var en svensk skolman och präst.

## Biografi
Tillæus var son till kyrkoherden i Grangärde, Georgius Andreæ Tillæus och Elisabeth Arbogensis.
Tillæus och brodern Andreas inskrevs som minderåriga vid Uppsala universitet i oktober 1668. Han blev musikstipendiat under rector cantus Harald Vallerius 1676-1681. Han disputerade 1680 De nominibus med Jonas Columbus som preses och för magistergraden 1682 med De bono et malo morali, preses Johannes Bilberg. Tillæus prästvigdes 1683 och blev adjunkt samma år i Arboga församling, 1684 hos fadern i Grangärde, 1686 konrektor vid trivialskolan i Falun, rektor 1693. Han blev kyrkoherde i Svärdsjö 1698, tillträdde 1699. Där dog han 9 juli 1707.  En yngre bror var Petrus Georgii Tillæus. 

## Familj
Tillæus gifte sig första gången 13 juni 1686  i Grangärde som nyutnämnd konrektor i Falun med Maria Fahlandra (född i Rättvik 1659, död i Falun 3 juli 1705), dotter till kykoherden i Malung Andreas Falander; andra gången 5 april 1706 med Clara Elvia (född i Rättvik 8 december 1679, död i Stora Skedvi 1761), dotter till kyrkoherden i Rättvik Gustavus Johannis Elvius